# Сербиненко, Фёдор Андреевич
Фёдор Андреевич Сербиненко (24 мая 1928 года—1 марта 2002 года) — советский и российский учёный-хирург, основоположник эндоваскулярной нейрохирургии, член-корреспондент АМН СССР (1986), академик РАМН (1992).

## Биография
Родился 24 мая 1928 года в селе Дмитриевское Ставропольского края.
С началом ВОВ отец ушел на фронт, старший брат погиб в эвакуации, и Фёдор начал работать на заводе, затем машинистом паровоза, чтобы помочь семье.
В 1948 году — окончил школу рабочей молодежи с золотой медалью.
В 1954 году — окончил 1-й Московский медицинский институт имени И. М. Сеченова.
С 1954 года и до конца жизни работал в НИИ нейрохирургии имени академика Н. Н. Бурденко, где прошел путь от ординатора до заместителя директора института по научной работе.
В 1966 году — защитил кандидатскую, а в 1975 году — докторскую диссертацию.
В 1986 году — избран членом-корреспондентом АМН СССР.
В 1992 году — избран академиком РАМН.
Фёдор Андреевич Сербиненко умер 1 марта 2002 года в Москве, похоронен на Ваганьковском кладбище.

### Память
В мае 2008 года на здании НМИЦ имени академика Н. Н. Бурденко была установлена мемориальная доска.
В июне 2017 года была открыта вторая мемориальная доска — в селе Щелыково Костромской области на даче, где он отдыхал в период с 1973 по 2001 годы.

## Научная деятельность
Основоположник эндоваскулярной нейрохирургии. Разработанная им методика предопределила принципиально новые пути хирургического лечения сосудистых заболеваний головного мозга — эндовазальная окклюзия, реконструктивная операция, целевые суперселективные катетеризации. Они способствовали развитию смежных дисциплин, в первую очередь, — клинической физиологии и патофизиологии мозговой гемодинамики.
Ученик нейрохирургов профессоров А. А. Шлыкова и М. А. Салазкина, которые поручили ему освоить методику чрескожной пункционной ангиографии мозговых сосудов, которую он изучил в совершенстве и стал ведущим специалистом института по церебральной ангиографии.
Углубленно изучал проблему лечения каротидно-кавернозных соустий, образующихся вследствие разрыва внутренней сонной артерии, разработаны новые методы ликвидации фистул и обусловливаемого ими патологического комплекса сосудистых реакций и клинических симптомов.
Ряд его работ посвящен поиску прочных материалов для тонких катетеров и баллонов. Так, появился базисный прототип современного разделяемого баллона-катетера, давший толчок становлению нового раздела дисциплины — эндоваскулярной нейрохирургии.
От перекрытия каротидно-кавернозных, артериосинусных и других соустий перешел к лечению артериовенозных аневризм. С помощью баллонов-катетеров им осуществлены окклюзия полости аневризм, а также выключение приводящих сосудов.
В 1971 году на 1-м Всесоюзном съезда нейрохирургов доложил итоги своих исследований, и тогда же появились его научные публикации на эту тему, которые получили положительный отклик специалистов.
Под его руководством разрабатывались вопросы клинической физиологии и патофизиологии мозговой гемодинамики, генеза сосудистой неврологической и нейропсихологической симптоматики, электрофизиологические и биохимические корреляты нарушения и нормализации, церебрального кровотока. Дальнейшее методическое и техническое развитие способа Ф. А. Сербиненко привело к суперселективной катетеризации практически любых мозговых артерий, что открыло новые возможности в лечении не только сосудистых мальформаций, но и опухолей мозга, включая избирательную химиотерапию глиом, окраску опухолей, обескровливание менингиом перед радикальной операцией и др.
Автор 170 научных работ, 40 из которых причислены к разряду фундаментальных; 15 изобретений, 7 из которых запатентованы за рубежом.
Под его руководством защищены 28 кандидатских диссертаций и 3 докторские диссертации.
Являлся членом редколлегии журнала «Вопросы нейрохирургии».

## Награды
- Государственная премия СССР в области науки и техники (1976) — за разработку и внедрение в клиническую практику эндоваскулярной хирургии сосудов головного мозга
- Орден «За заслуги перед Отечеством» IV степени (1998)[2]